# لوكاس كالفينو
لوكاس كالفينو (بالإسبانية: Lucas Calviño) هو لاعب كرة قدم أرجنتيني في مركز حراسة المرمى، ولد في 8 نوفمبر 1984 في أفيانيدا في الأرجنتين. لعب مع Central Córdoba de Santiago del Estero ‏.

## وصلات خارجية
- لوكاس كالفينو على موقع قاعدة بيانات كرة القدم.إي يو (الإنجليزية)
- لوكاس كالفينو على موقع Soccerway.com (الإنجليزية)